# Tvíd

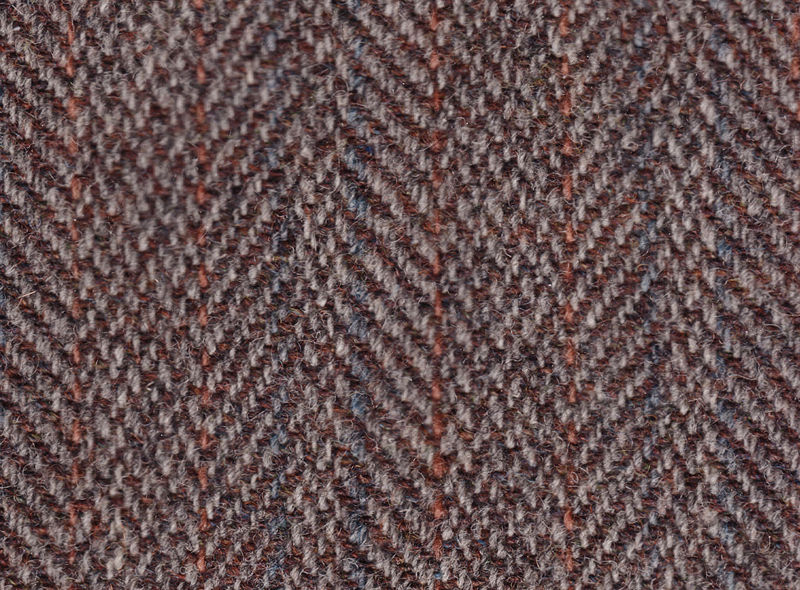
Tradiční tvídová tkanina

Tvíd je obchodní označení sportovně elegantních látek s vlněným povrchem. Protože se na tvíd používají hrubé mykané melanžové příze se zapředenými nopky, vytváří se jemně skvrnitý, drsný povrch tkaniny.
Původně se tvíd tkal v keprové vazbě, později se začal zhotovovat i v jiných konstrukcích a také z bavlněných a umělovlákenných přízí. Používá se na saka, kostýmy a pláště.

## Druhy tvídu
Označení se sice vztahuje ke jménu řeky Tweed, vzniklo však omylem v korespondenci kolem roku 1830 záměnou názvu tkaniny tvil za tvíd.

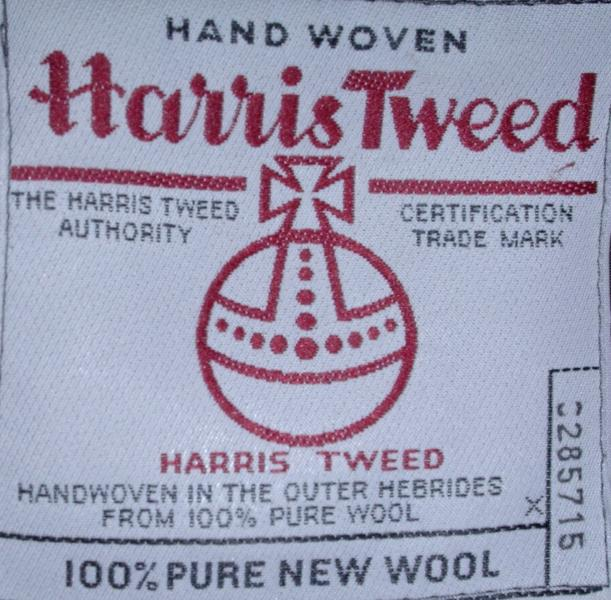
Štítek na výrobcích z hebridského tvídu

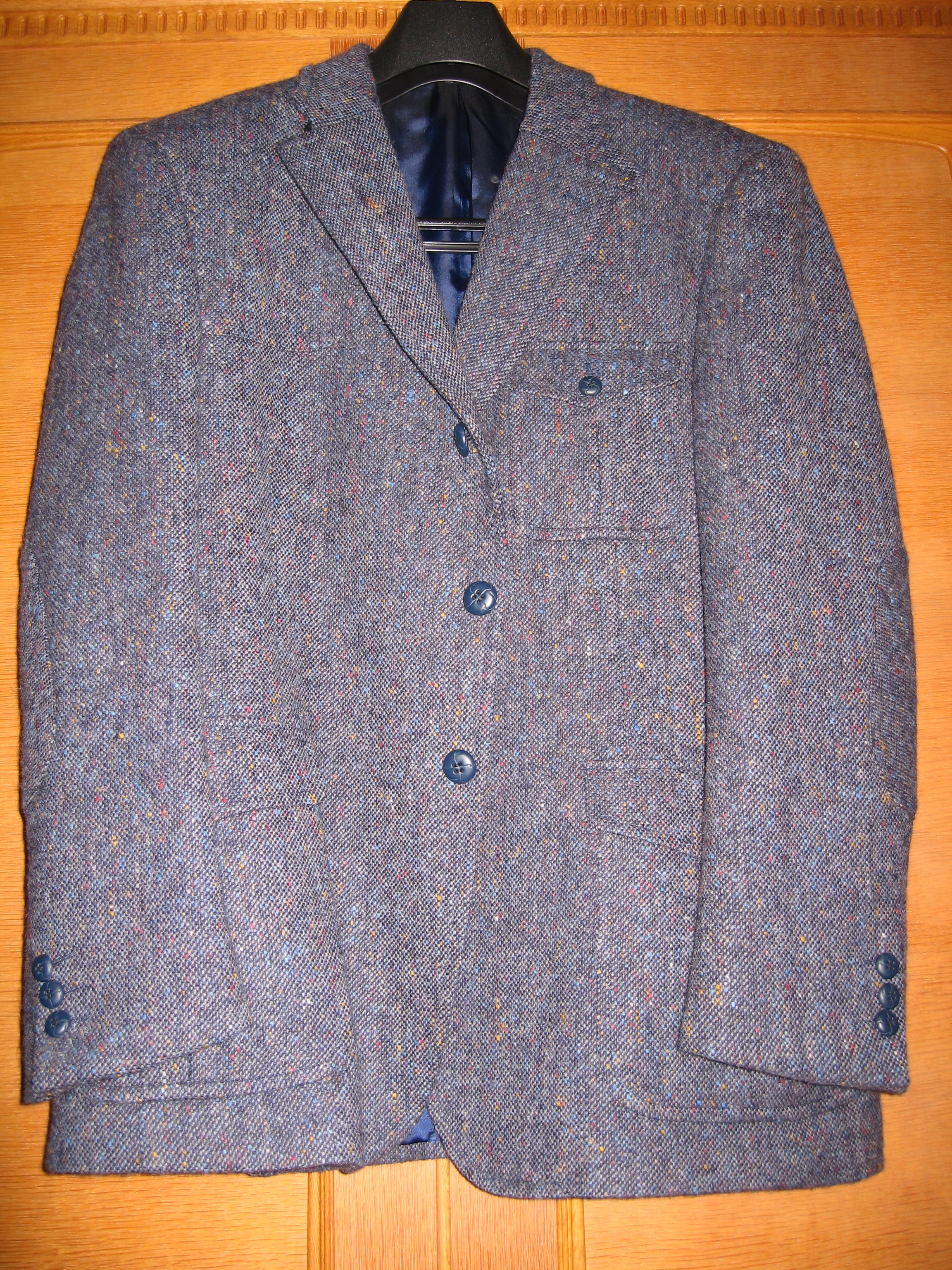
Sako z donegalského tweedu (2018)

- Harris Tweed je chráněná značka ručně tkaného zboží, které se vyrábí na ostrovech Harris a Lewis na Vnějších Hebridách. Tvíd se tká z hrubé příze s cca 9 útky na centimetr, příze smí být jen z nové stříže tvrdé skotské ovčí vlny. Podmínka je rovněž, že všechny výrobní stupně se nachází výlučně na obou ostrovech. Tkalcovská tradice trvá na Hebridách už několik století, ze zboží se šily hlavně oděvy pro skotské pastevce. Ke značnému rozvoji výroby došlo v polovině 19. století, kdy se začaly tvídové tkaniny dodávat na lovecké a rybářské obleky. V současné době (2004) se zde výrobou tvídu stále ještě zabývá 200 tkalců.

- Ručně tkaný tvíd z vlny místního chovu ovcí a barvený přírodními barvivy z místních plodin pochází z irského okresu Donegal, podle kterého se tkanina nazývá.

- Napodobenina tvídu se vyrábí také ze surového (buretového) hedvábí. Tkanina má (mít) drobné barevné skvrny, charakteristické pro vlněný tvíd.[2]
- Podstatně levnější tvíd se tká (obzvlášť v obdobích, kdy tento druh textilie přijde do módy) na standardních mechanických stavech z anonymní příze z mykané vlny nebo bavlny.
- Označení tvíd (nebo tweed) se někdy používá také pro zátažné pleteniny z hrubší příze z mykané vlny.